# Ercole Bentivoglio
Ercole Bentivoglio, también llamado Hercule Bentivoglio, nació en 1507 en Mantua y murió en Venecia el 6 de noviembre de 1573. Vivió en la corte de Ferrara y participó activamente en política internacional, aunque es más conocido por su labor como escritor, por ser autor de comedias, sonetos, églogas y sátiras.

## Obra
- I fantasmi, Venecia, Gabriel Giolito de Ferrari, 1544.
- Il geloso, Venecia, Gabriel Giolito de Ferrari, 1544.
- Le Satire et altre rime piacevoli, Venecia, Gabriel Giolito de Ferrari, 1546.
- Opere poetiche, París, Francesco Fournier, 1719.